# PH-Baureihe H'
Die Baureihe H'  waren Tenderlokomotiven der Anonymen Luxemburgischen Prinz-Heinrich-Eisenbahn- und Erzgrubengesellschaft (PH).

## Geschichte
Die PH beschaffte 1913 bei der belgischen Firma Ateliers de la Meuse zehn dreifach gekuppelte Heißdampftenderlokomotiven. Im Wesentlichen basierte die neue Baureihe auf der Baureihe H. Zusammen mit den Baureihen H und I waren es die einzigen Normalspurdampflokomotiven, die speziell für Luxemburg konstruiert wurden.
Als 1942 die Deutsche Reichsbahn die PH übernahm, wurden die Lokomotiven mit den Nummern 75 651–660 in das Nummernschema eingeordnet.
Nach dem Zweiten Weltkrieg waren in Luxemburg 1944 nur noch die 75 659 und 660 vorhanden. Sieben Maschinen tauchten wieder auf, vier wurden 1945/46 nach Luxemburg gebracht, die restlichen drei 1950. Eine Maschine blieb verschollen. Die neugegründete Chemins de Fer Luxembourgeois (CFL) reihte die Maschinen als Baureihe 34 in ihr Nummernschema ein.
Fortan bespannten die Triebfahrzeuge vor allem Personen- und Schnellzüge auf den Strecken Luxemburg–Wasserbillig, Luxemburg–Troisvierges und Petingen–Luxemburg.
Bis 1957 waren alle neun in Luxemburg und Petingen beheimateten Lokomotiven im Bestand der CFL, Ende 1959 befand sich keine mehr im Inventar. Abgelöst wurden die Dampflokomotiven durch fabrikneue Diesellokomotiven der Baureihen 850 und 900.